# Data (Star Trek)
Data – fikcyjna postać ze świata Star Trek. Bohater serialu Następne pokolenie oraz czterech filmów stanowiących jego kontynuację, a także w Star Trek: Picard. Data jest androidem pełniącym obowiązki drugiego oficera na pokładzie USS Enterprise. Odtwórcą roli Daty jest amerykański aktor Brent Spiner.
Data (czyt. /deɪtə/, z ang. dane) jest postacią alegoryczną nasuwającą skojarzenie z bohaterem tytułowym baśni Carla Collodiego Pinokio. Inspiracją dla Gene’a Roddenberry’ego, autora serialu, była najprawdopodobniej twórczość Isaaca Asimova. Pośrednim dowodem na to jest wyposażenie Daty w pozytronowy mózg, podobnie jak wiele robotów wykreowanych przez pisarza. Ponadto, tak jak bohaterowie Asimova oraz Pinokio, Data pragnie stać się człowiekiem. Jego nieustanne dążenie do zrozumienia i upodobnienia się do ludzi odzwierciedlają jego wysiłki i praca nad opanowaniem trudnej sztuki humoru. Mocno rozbudowana postać Daty koncentruje wokół siebie wiele wątków interpersonalnych, filozoficznych i etycznych, w których niejednokrotnie bohater okazuje się bardziej ludzki niż niejeden człowiek. Data interesuje się filozofią, historią i sztuką. W wolnych chwilach gra w orkiestrze, maluje, uczestniczy w sztukach teatralnych. Z rodzicielską troską opiekuje się swoim kotem - Spotem. 
Data poświęca się i zostaje zniszczony na okręcie (Scimitar), ratując Enterprise przed ostrzałem z broni talaronowej, jednak jego pamięć zostaje przeniesiona do jego kopii wykonanej przez Romulan.

## Życiorys
Komandor porucznik Data jest piątym i przedostatnim androidem stworzonym przez doktora Soonga i jego żonę Julianę w kolonii naukowej Omicron Theta. Odnalazła go załoga statku eksploracyjnego U.S.S. „Tripoli” NCC-19386 po tym, jak Krystaliczna Istota wyssała energię życiową wszystkim 411 mieszkańcom kolonii. Sam Data poznał swoje wspomnienia z tego okresu dopiero w 2370 roku. 
Pierwsze miesiące po reaktywacji były ciężkie, ale załoga U.S.S. „Tripoli” zainspirowała Datę do wstąpienia w szeregi Gwiezdnej Floty. Do Akademii dostał się decyzją rady egzaminacyjnej. Jedynym, który zgłosił sprzeciw, był komandor Bruce Maddox z Instytutu Daystroma. Egzaminy wstępne nie były trudne, ale lata nauki ujawniły brak doświadczenia w interakcji z otoczeniem. Data często padał ofiarą mało wybrednych dowcipów ze strony kolegów. Ukończył Akademię z wyróżnieniem i ze specjalizacją w dziedzinie mechaniki probabilistycznej i egzobiologii.
Następne trzy lata spędził jako chorąży, dziesięć jako podporucznik, dwa jako porucznik. Jednym z jego przydziałów był okręt badawczy U.S.S. „Triest”, badający zjawisko korytarzy podprzestrzennych. Podczas służby na U.S.S. „Enterprise” prawa Daty przysługujące mu jako inteligentnej istocie zostały zakwestionowane w 2365 roku przez komandora Maddoxa, który chciał uczynić z androida przedmiot badań naukowych. Linia obrony przyjęta przez kapitana Picarda przyniosła skutek i komandor Data został uznany za w pełni świadomą, wolną jednostkę oraz pełnoprawnego obywatela Federacji. Data i Maddox utrzymywali później kontakt korespondencyjny chcąc pogłębić badania nad procesorem pozytonowym. 
W 2364 roku Data poznał swojego starszego „brata”, Lore'a, którego program etyczny był o wiele mniej zaawansowany. Spotkał się z nim trzykrotnie: podczas rewizyty na Omicron Theta w 2364, po raz drugi gdy Soong zginął z ręki usiłującego sobie przywłaszczyć procesor emocji Lore'a na Terlina III w 2368 i po raz trzeci u schyłku 2369, gdy Lore objął dowodzenie nad grupą oswobodzonych członów Borga. Po starciu Lore został dezaktywowany, a procesor emocji zabrał Data. 
Data zdecydował się na aktywację procesora emocji w 2371 roku, jednak początkowo miał problemy z panowaniem nad uczuciami spotęgowane tym, że procesor wtopił się w jego sieć neuronową. Data poradził sobie z tymi trudnościami i aktualnie może włączać i wyłączać procesor wedle potrzeby. Łącząc swoje zainteresowanie prokreacją z zaawansowanymi studiami nad procesorem pozytonowym, w 2366 roku Data zbudował „córkę”, którą nazwał Lal. Gwiezdna Flota zakwestionowała jego prawa do opieki nad nią. Lal nie była w stanie uporać się z ładunkiem emocjonalnym i „zmarła” pomimo intensywnych wysiłków podejmowanych w celu ocalenia jej życia. 
Poza romantycznym zbliżeniem z nieżyjącą już porucznik Natashą Yar, które nastąpiło pod wpływem wirusa Tsiolkowsky'ego w 2364 roku, Data spotykał się z kolonistką Adrian MacKenzie z Tau Cygna oraz z porucznik Jenną D'Sorą. Do dziś przechowuje mały hologram Tashy obok pamiątek z wypraw do holodecku i sonetów Szekspira otrzymanych w prezencie od kapitana Picarda. 
Do zainteresowań komandora Daty zaliczyć należy fascynację powieściami kryminalnymi Arthura Conana Doyle’a, muzykę klasyczną, taniec i sztuki teatralne. Próbował szczęścia w malarstwie, stwierdził jednak, że ze względu na rozległą wiedzę teoretyczną o wszystkich stylach malarskich nie jest w stanie uwiecznić żadnej cząstki swojej osobowości na płótnie. Gra dobrze w pokera, blackjacka i na tyle dobrze opanował trójwymiarowe szachy Strategema, że zremisował w pojedynku z mistrzem tej gry - Sirną Kolraminem. 
Będąc jedynym androidem we Flocie Gwiezdnej Federacji zdawał sobie sprawę z niechęci przyjmowania rozkazów przez istoty organiczne z rąk „sztucznego” człowieka. Było to jednym z powodów, dla którego wybrał służbę w sekcji operacyjnej. Po raz pierwszy otrzymał dowództwo w 2368 roku. Jako p.o. kapitana dowodził U.S.S. „Sutherland” podczas blokady granic Imperium Romulańskiego, usiłującego wmieszać się w konflikt między Klingonami. W 2364 roku komandor por. Data jako pierwszy stworzył skuteczną obronę przeciw taktyce znanej jako Manewr Picarda.